# Leggendario Inglese Meridionale
Il Leggendario Inglese Meridionale, noto anche come Legenda Inglese Meridionale (in inglese: South English Legendary, spesso abbreviato in SEL) è un'opera agiografica medio-inglese databile alla seconda metà del XIII secolo. La raccolta contiene numerose vite di santi di lunghezza variabile, e anche le vite di Giuda e Pilato. L'identità dell'autore è sfortunatamente ignota, ma è probabile che, nella sua prima versione, il Leggendario sia stato redatto in ambiente benedettino.

## Manoscritti
Il Leggendario Inglese Meridionale dovette essere un testo estremamente popolare in epoca medievale. Dell'opera, in effetti, ci sono pervenute più di sessanta copie manoscritte, un numero superato solamente da Piero l'Aratore, dai Racconti di Canterbury, e dal Prick of Conscience. Tali copie presentano tutte inflessioni dialettali particolari che possono rivelarsi preziose anche ai fini della datazione.Il manoscritto più antico del Leggendario (MS Laud Misc.108) è conservato alla Bodleian Library dell'Università di Oxford e risale probabilmente al 1265, anche se Carl Horstmann propone una datazione leggermente più tarda (1280-90).
Le più importanti copie manoscritte del Leggendario si conservano nei manoscritti seguenti: 
- Oxford, Bodleian Library, Laud Misc. 108 [2]
- Londra, British Library, Harley 2277 [3]
- Oxford, Bodleian Library, Ashmole 43 [4]
- Londra, British Library, Egerton 1993 [5]
- Cambridge, Magdalene College, Pepys 2344 [6]
- Londra, British Library, Stowe 949 [7]
- Oxford, Bodleian Library, Ing. poeta. a.1 ( Vernon MS ) [8]
- Londra, Lambeth Palace Library, Lambeth 223
- Oxford, Bodleian Library, Bodley 779 [9]